# 久喜総合文化会館
久喜総合文化会館（くきそうごうぶんかかいかん）は、埼玉県久喜市下早見にある、久喜市設立の公共施設である。

## 概要
1987年（昭和62年）3月に久喜市により市内下早見（久喜市役所南側）に設置、開業する。2006年（平成18年）4月1日より指定管理者制度が導入され、施設の管理運営を民間委託している。

## 施設・設備
- 大ホール テレビ東京『金曜7時のコンサート〜名曲!にっぽんの歌〜』の収録が頻繁に行われていた。
- 小ホール
- 広域文化展示室
- 会議・研修室（7室）
- プラネタリウム - 料金：大人（高校生以上）300円、子供（3歳以上中学生以下）100円。
- ふれあい広場
- けやきの植栽
- ブロンズ像 - 「風」
- 軽食喫茶室
- 駐車場 - 約200台
- 駐輪場 - 約50台

## アクセス
- 久喜市内循環バス「市役所」停留所下車、徒歩1分。

## 周辺施設
- 久喜市役所
- 埼玉県立久喜図書館
- 久喜市公文書館
- 蓮ヶ原川
- 仏供田落